# Katastrofa kolejowa w Karaczi
Katastrofa kolejowa w Karaczi – czołowe zderzenie dwóch pociągów do którego doszło 3 listopada 2016 w mieście Karaczi w Pakistanie.
Podczas kolizji o godzinie 7:18 zderzyły się dwa pociągi – Fareed Express i Zakaria Express. Podczas gdy Fareed Express (z Lahaur) stał na stacji Quaidabad, Zakaria Express najechał na jego koniec i spowodował wykolejenie i przewrócenie się dwóch wagonów. W wypadku zginęło co najmniej 21 osób, a 65 osób odniosło obrażenia.
Przyczyną wypadku było prawdopodobnie zignorowanie żółtego, a potem czerwonego światła przez maszynistę Zakaria Express.